# Gabriel Clemens
Gabriel Clemens (* 16. August 1983 in Saarlouis) ist ein deutscher Dartspieler. Er ist Mitglied im Dartverein Kaiserslautern und spielt seit 2018 mit einer Tour Card der PDC. Sein Spitzname The German Giant spielt auf seine Erscheinung an, insbesondere auf seine Größe von 1,91 m.

## Karriere

### Bis 2017
Clemens, von Beruf Industriemechaniker, spielte zunächst hauptsächlich Turniere der BDO, qualifizierte sich aber auch für den European Darts Grand Prix 2016 und den European Darts Grand Prix 2017 der PDC Europe, wobei er jeweils in der ersten Runde ausschied.
Bei den World Masters 2017 erreichte er als erster deutscher Spieler das Halbfinale, in dem er dem an Nummer eins gesetzten Mark McGeeney unterlag. Nachdem er die Qualifikation für die BDO World Darts Championship 2018 verpasst hatte, wechselte er zu Beginn des Jahres 2018 zur Konkurrenzorganisation, der PDC.

### Saison 2018
Bei der PDC Qualifying School in Hildesheim gewann er das letzte der vier Turniere und war damit einer der 128 Spieler, die alle Turniere der PDC Pro Tour spielen durften. Außerdem setzte er sich als einer von drei Spielern an einem Qualifikationsturnier zur Super League Darts 2018 durch, in der ein Teilnehmer für die PDC World Darts Championship 2019 ermittelt wurde. Direkt zu Beginn der Pro Tour erzielte er gute Ergebnisse, mit denen er sich für die UK Open 2018 qualifizierte, bei denen er Runde 3 erreichte und dort Kim Huybrechts unterlag.
Bei den European Darts Open 2018 erreichte er erstmals auf der European Tour die zweite Runde, scheiterte jedoch in dieser an Mervyn King. Nachdem er sich nicht für den German Darts Grand Prix 2018 und die German Darts Open 2018 qualifiziert hatte, erreichte er bei den Austrian Darts Open 2018 die erste Runde. Am 29. April 2018 gelang ihm mit dem Halbfinaleinzug beim Players Championship Event 10 sein bis dato bestes Ergebnis auf der PDC Pro Tour. Beim European Darts Grand Prix 2018 erreichte er die erste Runde. Beim Players Championship Event 11 am 19. Mai 2018 übertraf er seine Bestleistung und erreichte als erster deutscher Spieler das Finale eines Players Championship Events. Er besiegte im Halbfinale den an Position eins gesetzten Peter Wright mit 6:4 und unterlag im Finale Gary Anderson mit 5:6.
Als Tabellenführer der Super League Darts erhielt er eine Einladung zu den German Darts Masters 2018. Hier traf er erneut auf Gary Anderson und verlor nach 2:0-Führung mit 2:6.
Bei den Players Championship Finals 2018 erreichte er das Achtelfinale. Die Super League Darts beendete Clemens auf Platz 2. Da er über die PDC Pro Tour Order of Merit bereits für die PDC World Darts Championship 2019 qualifiziert war, verzichtete er auf die Teilnahme am Finalturnier der Super League.

### Saison 2019
Zu Beginn des Jahres erreichte Clemens zwei weitere Finals bei Players Championships, musste sich aber Gerwyn Price und Jonny Clayton jeweils mit 4:8 geschlagen geben. Bei den German Darts Masters 2019 erreichte er sein erstes Finale bei einem im Fernsehen übertragenen Turnier und verlor mit 6:8 gegen Peter Wright. Über ein Qualifikationsturnier qualifizierte er sich für den Grand Slam of Darts 2019. Dort gewann er seine Vorrundengruppe und schied anschließend mit 9:10 gegen Glen Durrant aus. Eine Woche später erreichte er bei den Players Championship Finals 2019 ebenfalls das Achtelfinale. Bei der PDC World Darts Championship 2020 schied er hingegen schon in der ersten Runde gegen Benito van de Pas aus.

### Saison 2020
Im Jahr 2020 war Clemens bei fast allen großen Major-Turnieren dabei. Bei den UK Open 2020 erreichte er erstmals das Achtelfinale, in dem er mit 9:10 gegen Gerwyn Price ausschied. Beim World Matchplay bezwang er in der ersten Runde Titelverteidiger Rob Cross, scheiterte aber in Runde zwei an Krzysztof Ratajski. Bei der Sommer-Series erreichte Clemens einmal das Halbfinale. Beim World Grand-Prix gewann er als erster deutscher Spieler ein Spiel, indem er Nathan Aspinall mit 2:0 bezwang. In Runde zwei scheiterte er aber an Jeffrey de Zwaan.
Über die PDC Pro Tour Order of Merit qualifizierte Clemens sich erstmals für den Grand Slam of Darts 2020 und erreichte hier die Vorrunde. Auch am Ende seiner dritten Saison bei der PDC war er für die World Darts Championship qualifiziert. Durch seine Platzierung auf Rang 31 der PDC Order of Merit war er für die zweite Runde der PDC World Darts Championship 2021 gesetzt. Dort kam es im Spiel gegen Nico Kurz zum ersten Aufeinandertreffen zweier deutscher Spieler; Clemens gewann es 3:1. In der dritten Runde besiegte er den amtierenden Weltmeister Peter Wright mit 4:3, womit er als erster Deutscher ein WM-Achtelfinale erreichte. In diesem unterlag er dem Polen Krzysztof Ratajski mit 3:4, nachdem sein Gegner zehn und er selbst sieben Matchdarts hatte.

### Saison 2021
Bereits bei der ersten Super Series im Februar gelang Clemens ein Viertel- und ein Halbfinaleinzug. Beim Majorturnier UK Open 2021 stieg er erstmals in der vierten Runde ein. Nach einem klaren 10:4-Sieg über Adam Hunt zog Clemens in die fünfte Runde ein, wo er sich mit 10:7 gegen Daryl Gurney behauptete. Im Achtelfinale verlor er gegen James Wade.
Beim Players Championship Nummer 7 zog Clemens erneut ins Halbfinale ein, was ihm nochmals im Juni beim Turnier Nummer 14 gelang. Am 8. Juli 2021 spielte er beim Players Championship 20 gegen Jelle Klaasen seinen ersten Neun-Darter bei einem PDC-Event.
Beim World Matchplay unterlag Clemens deutlich seinem Kontrahenten José de Sousa mit 2:10. Beim World Cup of Darts war er erneut Teil des Deutschen Teams, konnte aber nicht an den Halbfinaleinzug aus dem Vorjahr anknüpfen. Nach Siegen über Kanada und Japan verlor er an der Seite von Max Hopp gegen Dave Chisnall und James Wade aus England.
Auch beim World Grand Prix schied Clemens bereits in Runde eins mit 0:2 Sätzen gegen Vincent van der Voort aus. Kurz darauf verlor Clemens auch sein Erstrundenspiel bei der European Darts Championship mit 3:6 gegen Damon Heta.
Im Oktober erreichte Clemens wieder ein Pro-Tour-Finale: Beim Players Championship 25 verlor er das Endspiel mit 6:8 gegen Callan Rydz. Bei den World Series of Darts Finals, zu denen Clemens erneut eingeladen wurde, ging seine Formschwäche bei den Major-Turnieren jedoch weiter. Er verlor in Runde eins mit 3:6 gegen Krzysztof Ratajski. Beim Players Championship 28 am 2. November 2021 spielte er gegen Ross Smith einen Neun-Darter.
Zum dritten Mal in Folge qualifizierte sich Clemens über den Tour Card Holder Qualifier für den Grand Slam of Darts. Wie im Jahr zuvor fehlte Clemens am Ende ein einziges Leg zum Erreichen der K.o.-Phase. Im entscheidenden Leg des letzten Gruppenspiels gegen Fallon Sherrock stand Clemens auf 68 Punkten Rest. Sherrock checkte jedoch daraufhin 170 Punkte aus und gewann damit das Match. Er beendete die Gruppenphase trotz zweier Siege über Mike De Decker und Peter Wright auf dem dritten Platz.
Bei den Players Championship Finals zog Clemens nach einem Sieg über Steve Beaton in die zweite Runde ein, welche er gegen Damon Heta verlor.
In die PDC World Darts Championship 2022 startete Clemens als Nummer 25 der Welt. Er traf zunächst auf Lewis Williams, den er ohne Satzverlust bezwang. Gegen das starke Spiel von Jonny Clayton in Runde drei konnte er jedoch nichts ausrichten. Er gewann insgesamt nur vier Legs und schied mit 0:4 Sätzen aus.

### Saison 2022

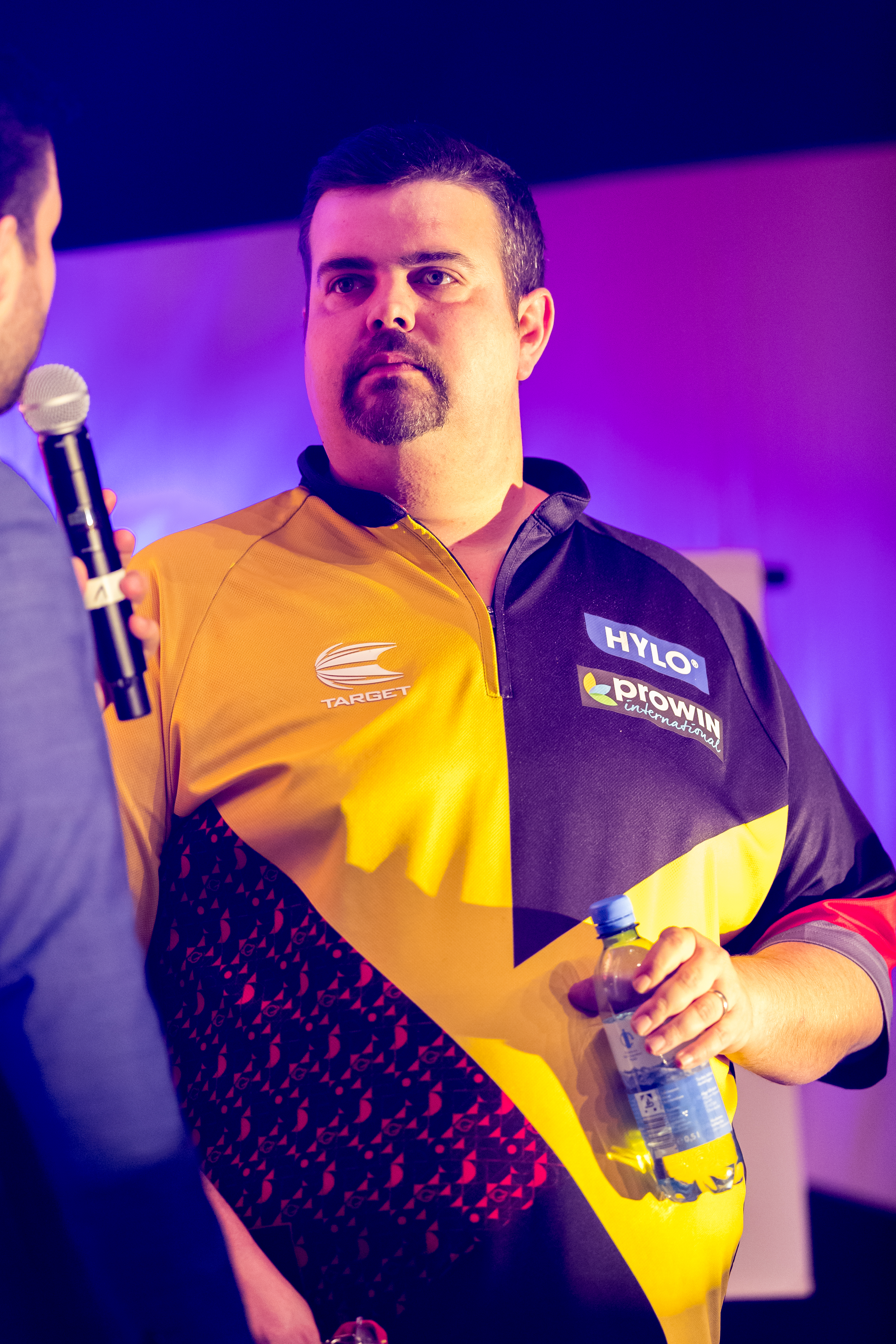
Clemens bei der 1. Mannheim Darts Gala (2022)

Da Clemens das Jahr 2021 auf Platz 21 der PDC Order of Merit beendete, war er erstmals für das Masters qualifiziert. Er scheiterte jedoch erneut an Krzysztof Ratajski und verlor trotz sieben Matchdarts mit 5:6. Bei den UK Open Anfang März unterlag Clemens in seinem zweiten Spiel Michael Smith, nachdem er zuvor Rob Cross besiegt hatte.
Ende März spielte sich Clemens beim Players Championship Nummer 6 ins Viertelfinale und im April beim Players Championship Nummer 13 ins Halbfinale. Auf der Pro Tour gelang ihm bis zum Sommer lediglich noch ein Achtelfinale bei den Austrian Darts Open. Beim World Cup of Darts spielte Clemens an der Seite von Martin Schindler. Nach einem knappen Sieg über Spanien und einem ungefährdeten Erfolg über Dänemark schieden die beiden gegen Wales aus. Clemens unterlag hierbei in seinem Einzel Jonny Clayton mit 2:4.
In der zweiten Jahreshälfte spielte Clemens sich beim Players Championship Nummer 18 bis ins Finale, welches er mit 0:8 gegen Dirk van Duijvenbode klar verlor. Beim World Matchplay unterlag er im ersten Spiel José de Sousa mit 6:10. Es folgten zwei Viertelfinals auf der European Tour bei den Belgian Darts Open und der Gibraltar Darts Trophy. Zwischen diesen beiden Turnieren verlor er jedoch gegen Danny Noppert beim World Grand Prix mit 0:2-Sätzen und blieb auch danach ohne Erfolg. Sowohl bei der European Darts Championship als auch bei den Players Championship Finals gewann Clemens kein Spiel. Für den Grand Slam of Darts qualifizierte sich Clemens zum ersten Mal seit 2018 nicht, da er das finale Spiel im Qualifier verlor.
Die PDC World Darts Championship 2023 begann Clemens wie im Vorjahr auf Setzlistenposition 25. In seinem ersten Spiel gegen den Iren William O’Connor gab Clemens nur vier Legs ab und gewann mit 3:0 Sätzen. Daraufhin traf er in seiner Drittrundenpartie auf den ungesetzten Jim Williams. Nach einem 2:3-Satzrückstand gewann Clemens mit 4:3 Sätzen. Im Achtelfinale traf er auf den ungesetzten Schotten Alan Soutar, den Clemens mit 4:1 besiegte. Mit diesem Erfolg wurde er zum ersten deutschen Spieler, der bei einer PDC-Weltmeisterschaft das Viertelfinale erreichte. Solches war zuvor bei einer Darts-WM nur Michael Unterbuchner bei der sportlich schwächeren British Darts Organisation im Jahr 2018 bzw. 2019 gelungen. Im Viertelfinale bezwang er den Weltranglistenersten Gerwyn Price mit 5:1 und sicherte sich somit den Einzug ins Halbfinale. Dort unterlag er dem Engländer und späteren Weltmeister Michael Smith mit 2:6 in Sätzen.

### Saison 2023
Der Saisonstart lief nach seinem WM-Erfolg nicht wie wohl erhofft. Beim ersten großen Turnier des Jahres unterlag er mit 4:6 gegen José de Sousa. Im Februar verlor der Saarländer sein sechstes Pro Tour-Finale gegen Kim Huybrechts mit 1:8. Auch bei den UK Open verlor er in der 4. Runde gegen Dimitri Van den Bergh.

## Weltmeisterschaftsresultate

### PDC
- 2019: 2. Runde (2:3-Niederlage gegen  John Henderson)
- 2020: 1. Runde (2:3-Niederlage gegen  Benito van de Pas)
- 2021: Achtelfinale (3:4-Niederlage gegen  Krzysztof Ratajski)
- 2022: 3. Runde (0:4-Niederlage gegen  Jonny Clayton)
- 2023: Halbfinale (2:6-Niederlage gegen  Michael Smith)
- 2024: 3. Runde (1:4-Niederlage gegen  Dave Chisnall)
- 2025: 2. Runde (1:3-Niederlage gegen  Robert Owen)

## Turnierergebnisse
| Turnier                                    | 2009               | ......             | 2017               | 2018                           | 2019                           | 2020                           | 2021                           | 2022                           | 2023                           | 2024                           | 2025                           |
| ------------------------------------------ | ------------------ | ------------------ | ------------------ | ------------------------------ | ------------------------------ | ------------------------------ | ------------------------------ | ------------------------------ | ------------------------------ | ------------------------------ | ------------------------------ |
| BDO-Major-Turniere                         |                    |                    |                    |                                |                                |                                |                                |                                |                                |                                |                                |
| World Masters                              | 2R                 | n/t                | HF                 | n/t                            | n/t                            | n/a                            | Verband insolvent              | Verband insolvent              | Verband insolvent              | Verband insolvent              | Verband insolvent              |
| PDC-Ranking-Turniere                       |                    |                    |                    |                                |                                |                                |                                |                                |                                |                                |                                |
| Weltmeisterschaft                          | nicht teilgenommen | nicht teilgenommen | nicht teilgenommen | nicht teilgenommen             | 2R                             | 1R                             | AF                             | 3R                             | HF                             | 3R                             | 2R                             |
| World Masters                              | nicht teilgenommen | nicht teilgenommen | nicht teilgenommen | nicht teilgenommen             | nicht teilgenommen             | nicht teilgenommen             | nicht teilgenommen             | nicht teilgenommen             | nicht teilgenommen             | nicht teilgenommen             | VR                             |
| UK Open                                    | n/t                | n/t                | n/t                | 3R                             | 5R                             | AF                             | AF                             | 5R                             | 4R                             | 4R                             | 3R                             |
| World Matchplay                            | n/t                | n/t                | n/t                | n/q                            | n/q                            | AF                             | 1R                             | 1R                             | 1R                             | n/q                            | n/q                            |
| World Grand Prix                           | n/t                | n/t                | n/t                | n/q                            | n/q                            | AF                             | 1R                             | 1R                             | 1R                             | n/q                            |                                |
| European Championship                      | n/t                | nicht qualifiziert | nicht qualifiziert | nicht qualifiziert             | nicht qualifiziert             | 1R                             | 1R                             | 1R                             | 1R                             | 1R                             |                                |
| Grand Slam of Darts                        | nicht qualifiziert | nicht qualifiziert | nicht qualifiziert | nicht qualifiziert             | AF                             | GP                             | GP                             | nicht qualifiziert             | nicht qualifiziert             | nicht qualifiziert             |                                |
| Players Championship Finals                | n/t                | n/t                | n/t                | AF                             | AF                             | 2R                             | 2R                             | 1R                             | HF                             | 1R                             |                                |
| PDC-Turniere ohne Einfluss auf das Ranking |                    |                    |                    |                                |                                |                                |                                |                                |                                |                                |                                |
| The Masters                                | n/a                | n/t                | n/t                | n/t                            | nicht qualifiziert             | nicht qualifiziert             | nicht qualifiziert             | 1R                             | 1R                             | 1R                             | n/a                            |
| World Cup of Darts                         | n/a                | nicht teilgenommen | nicht teilgenommen | nicht teilgenommen             | nicht teilgenommen             | HF                             | VF                             | VF                             | HF                             | AF                             | n/t                            |
| World Series of Darts Finals               | n/a                | n/t                | n/t                | n/q                            | 1R                             | n/q                            | 1R                             | n/t                            | 1R                             | 1R                             |                                |
| Karrierestatistiken                        |                    |                    |                    |                                |                                |                                |                                |                                |                                |                                |                                |
| Jahresendplatzierung                       | ?                  | 198                | 118                | 66                             | 42                             | 31                             | 25                             | 25                             | 22                             | 27                             |                                |
| Verband                                    | BDO                | BDO                | BDO                | Professional Darts Corporation | Professional Darts Corporation | Professional Darts Corporation | Professional Darts Corporation | Professional Darts Corporation | Professional Darts Corporation | Professional Darts Corporation | Professional Darts Corporation |

| Legende zu den Turnierergebnissen | Legende zu den Turnierergebnissen | Legende zu den Turnierergebnissen | Legende zu den Turnierergebnissen | Legende zu den Turnierergebnissen | Legende zu den Turnierergebnissen | Legende zu den Turnierergebnissen | Legende zu den Turnierergebnissen | Legende zu den Turnierergebnissen | Legende zu den Turnierergebnissen |
| --------------------------------- | --------------------------------- | --------------------------------- | --------------------------------- | --------------------------------- | --------------------------------- | --------------------------------- | --------------------------------- | --------------------------------- | --------------------------------- |
| n/t                               | nicht teilgenommen                | n/q                               | nicht qualifiziert                | n/a                               | nicht ausgetragen                 | #R                                | Aus in jeweiliger Runde           | GP                                | Aus in der Gruppenphase           |
| AF                                | Achtelfinalist                    | VF                                | Viertelfinalist                   | HF                                | Halbfinalist                      | F                                 | Turnierfinalist                   | S                                 | Turniersieger                     |

## Auszeichnungen
- Saarländischer Sportler des Jahres: 2020[14]

## Privates
Im August 2024 heiratete er Lisa Heuser, die auch seine Managerin ist.